# Обычаи и песни турецких сербов
„Обычаи и песни турецких сербов в Призрене, Ипеке, Мораве и Дабре“ (в превод на български „Обичаи и песни на турските сърби в Призрен, Ипек, Морава и Дебър“) е книга на Иван Ястребов, отпечатана на руски език в 1886 година в Санкт Петербург. В 1889 година излиза второ издание, допълнено с етнографски материали в проза.
През юли 1879 година Ястребов става консул в Призрен, където се сприятелява със сръбския политик Стоян Новакович. Свидетелство за приятелството им са обнародваните писма, в които се говори и за Македонския въпрос. В тях Ястрбов изказва мнението, че Сърбия трябва:
| „ | ...да даде по-голям отпор срещу българската политика в Македония. | “ |

В сборника Ястребов, който е дългогодишен руски консул в Призрен и е известен с антибългарската си дейност, обявява македонските славяни за сърби. Това предизвиква сериозен отпор сред българската и международна славистика.
Тази книга е един от първите трудове в руската наука, които са откровено антибългарски. В отговор професор Марин Дринов публикува статията „Несколько слов об езыке, народных песнях и обычаях дебрских славян“, която е аргументирана и сериозна критика на Ястребовия сборник „Обычаи и песни турецких сербов“ и в която се доказва, че дебърските славяни са българи. По повод на тази полемика видният езиковед професор Степан Михайлович Кулбакин пише:
| „ | Това несъмнено тенденциозно и неоснователно твърдение на Ястребов, поддържано от някои благожелателни рецензенти на неговия сборник, като Николски, намери у М. С-ча (Дринов) сериозен, но заедно с това и спокоен критик, който без всякаква мъка доказа, че нито в езика на дебърчаните, нито в техните обичаи, нито в техните идеи има нещо специфически сръбско. | “ |

В 1889 година Стефан Веркович издава труда си „Топографическо-этнографическій очеркъ Македоніи“, в който с научни доводи оборва тезите на Ястребов и подкрепя критиката на Дринов.
Българският общественик Васил Икономов се запознава с Ястребов в Призрен и му дава много от записките си върху народните обичаи и песни от Дебърско, които са публикувани в Ястребовия сборник в 1886 година.